# Lieke Martensová
Lieke Elisabeth Petronella Martensová (* 16. prosince 1992 Bergen) je nizozemská fotbalistka. Nastupuje nejčastěji v záloze nebo na křídle. Od roku 2017 je hráčkou španělského klubu FC Barcelona Femení.
Od pěti let hrála za RKVV Montagnards a v roce 2009 přestoupila do prvoligového Heerenveenu. Se Standardem Lutych získala v roce 2012 BeNe Super Cup. Pak hrála německou nejvyšší soutěž za FCR 2001 Duisburg a působila ve Švédsku, kde s klubem FC Rosengård vyhrála v roce 2016 pohár i superpohár. S Barcelonou vyhrála v roce Copa de la Reina de Fútbol a získala v roce 2020 španělský titul. Byla finalistkou Ligy mistrů v sezóně 2018/19.
Je bronzovou medailistkou z mistrovství Evropy ve fotbale žen do 19 let 2010, kde se stala nejlepší střelkyní turnaje. V roce 2011 debutovala v seniorské reprezentaci, za kterou odehrála 113 utkání a vstřelila 45 branek. Startovala na mistrovství Evropy ve fotbale žen 2013, kde její tým vypadl v základní skupině, a na mistrovství světa ve fotbale žen 2015 (osmifinále), kde vstřelila historicky první gól Nizozemska na světovém šampionátu. Na mistrovství Evropy ve fotbale žen 2017 získala mistrovský titul a na mistrovství světa ve fotbale žen 2019 stříbrnou medaili. Také získala s nizozemským týmem Algarve Cup v roce 2018 (finále proti Švédsku se nemohlo hrát kvůli průtrži mračen a prvenství bylo přiřčeno oběma celkům).
V roce 2017 byla vyhlášena nejlepší hráčkou evropského šampionátu a získala ocenění The Best FIFA Women's Player a UEFA Women's Player of the Year Award.
Je absolventkou Hogeschool van Amsterdam.